# Associazione Calcio Reggiana 1919 2007-2008
Questa voce raccoglie le informazioni riguardanti della Associazione Calcio Reggiana 1919 nelle competizioni ufficiali della stagione 2007-2008.

## La stagione
Nella stagione 2007-2008 al terzo anno di Serie C2 la Reggiana punta alla promozione diretta. Dopo la conferma dell'allenatore Alessandro Pane, arrivano i rinforzi, tra questi i terzini Mallus e Anderson (dal Treviso), ritorna il centrale difensivo Zini (aveva giocato nel Catanzaro). Arrivano anche i portieri Ambrosio e Tomasig. Poi i due ex spezzini Ponzo e Alessi, quest'ultimo la mezza punta che mancava, oltre all'attaccante Pelatti. In attacco il giovane Catellani si alterna con l'esperto Martinetti. Lo stadio Giglio, ancora nelle mani della curatela fallimentare, è ridotto a 7.500 posti che sono quasi tutti esauriti nel match clou col Bassano del 6 aprile 2008, che si conclude in parità a quattro giornate dal termine. I veneti, capilista, sembrano irraggiungibili. Invece il Bassano perde due partite consecutive e la Reggiana vince a Viterbo e in casa con il Giulianova. A Castelnuovo in Garfagnana il 27 aprile del 2008 la Reggiana, col pareggio, conquista la matematica certezza della promozione in C1. Sono trascorsi tre anni dal declassamento per inadempienze finanziarie della Reggiana, che ora risale nella nuova Lega Pro Prima Divisione. Molto buono anche il percorso granata nella Coppa Italia di Serie C, dopo aver vinto il girone di qualificazione, nei sedicesimi elimina il Padova, negli ottavi supera il Mezzocorona, mentre nei quarti viene estromesso dal torneo dalla Massese.

## Divise e sponsor
| Prima divisa | Seconda divisa |

## Rosa
| N. |                    | Ruolo | Calciatore                  |
| -- | ------------------ | ----- | --------------------------- |
|    | Italia (bandiera)  | C     | Giuseppe Alessi             |
|    | Italia (bandiera)  | P     | Marco Ambrosio              |
|    | Brasile (bandiera) | D     | Roberto Cavalheiro Anderson |
|    | Italia (bandiera)  | A     | Andrea Catellani            |
|    | Italia (bandiera)  | D     | Fabio Caselli               |
|    | Italia (bandiera)  | C     | Nicola Cingolani            |
|    | Italia (bandiera)  | D     | Luca Fiuzzi                 |
|    | Italia (bandiera)  | C     | Vito Grieco                 |
|    | Italia (bandiera)  | A     | Giuseppe Ingari             |
|    | Italia (bandiera)  | C     | Michele Malpeli             |

| N. |                   | Ruolo | Calciatore         |
| -- | ----------------- | ----- | ------------------ |
|    | Italia (bandiera) | D     | Marco Mallus       |
|    | Italia (bandiera) | A     | Omar Martinetti    |
|    | Italia (bandiera) | C     | Antonio Maschio    |
|    | Italia (bandiera) | C     | Nicolas Migliaccio |
|    | Italia (bandiera) | A     | Matteo Pelatti     |
|    | Italia (bandiera) | C     | Paolo Ponzo        |
|    | Italia (bandiera) | C     | Paolo Ruffini      |
|    | Italia (bandiera) | D     | Mirco Stefani      |
|    | Italia (bandiera) | P     | Luca Tomasig       |
|    | Italia (bandiera) | D     | Danilo Zini        |

## Risultati

### Campionato

#### Girone di andata
| Arbitro: | Fatta (Palermo) |

|  |           |             |
|  | Marcatori | 41’ Pelatti |

| Arbitro: | Chericoni (Pisa) |

|                                     |           |                          |
| Ingari 6’, 44’, 48’ Catellani 90+3’ | Marcatori | 35’ M. Rossi 90’ Paterna |

| Arbitro: | Passeri (Gubbio) |

|                 |           |                          |
| M. Del Nero 36’ | Marcatori | 11’, 90+3’ (rig.) Alessi |

| Arbitro: | Baratta (Salerno) |

|            |           |  |
| Alessi 71’ | Marcatori |  |

| Viareggio 23 settembre 2007 5ª giornata | Viareggio | 0 – 0 | Reggiana | Stadio dei Pini\| Arbitro: \| Peruzzo \| |
| Arbitro:                                | Peruzzo   |       |          |                                          |

| Arbitro: | Manera (Castelfranco Veneto) |

|                  |           |              |
| Pelatti 32’, 45’ | Marcatori | 61’ D'Andria |

| Teramo 7 ottobre 2007 7ª giornata | Teramo               | 0 – 0 | Reggiana | Stadio di Teramo\| Arbitro: \| Taverna (Taurianova) \| |
| Arbitro:                          | Taverna (Taurianova) |       |          |                                                        |

| Arbitro: | Mannella (Avezzano) |

|                     |           |                       |
| Anderson 78’ (rig.) | Marcatori | 90+5’ (rig.) Moscardi |

| Arbitro: | Liotta (Caltanissetta) |

|             |           |            |
| Corallo 34’ | Marcatori | 71’ Ingari |

| Arbitro: | Doveri (Aprilia) |

|                                                            |           |                                        |
| Martinetti 31’ Alessi 45’ (rig.) Ruffini 69’ V. Grieco 76’ | Marcatori | 11’ (rig.) Garba 73’ Rodio 80’ Rovrena |

| Arbitro: | Giancola (Vasto) |

|                        |           |  |
| Bisso 14’ P. Rossi 51’ | Marcatori |  |

| Arbitro: | Barbeno (Brescia) |

|          |           |                |
| Zini 34’ | Marcatori | 60’ Longobardi |

| Arbitro: | Gallione (Alessandria) |

|                               |           |                        |
| Lorenzini 4’ Dalle Nogare 23’ | Marcatori | 5’ Pelatti 23’ Stefani |

| Arbitro: | Ostinelli (Como) |

|                                                                           |           |                              |
| Ingari 7’ Ruffini 14’ Alessi 50’ Catellani 63’ Martinetti 80’ Ponzo 90+3’ | Marcatori | 6’ Pollini 38’, 47’ Agodirin |

| Arbitro: | Santonocito (Abbiategrasso) |

|                    |           |                 |
| Stefani 40’ (aut.) | Marcatori | 80’ (rig.) Zini |

| Arbitro: | Carbone (Napoli) |

|                            |           |  |
| Martinetti 12’ Stefani 17’ | Marcatori |  |

| Arbitro: | Zonno (Bari) |

|             |           |                            |
| Langone 20’ | Marcatori | 32’ (rig.) Zini 57’ Ingari |

#### Girone di ritorno
| Arbitro: | Branciforte (Nuoro) |

|                           |           |  |
| Pelatti 43’ Maschio 45+1’ | Marcatori |  |

| Arbitro: | Spadaccini (Vasto) |

|  |           |                                    |
|  | Marcatori | 44’ Alessi 48’ Stefani 63’ Maschio |

| Arbitro: | Ballo (Trapani) |

|             |           |  |
| Stefani 22’ | Marcatori |  |

| Arbitro: | Baracani (Firenze) |

|  |           |                |
|  | Marcatori | 55’ Martinetti |

| Arbitro: | Nasca (Bari) |

|                                                |           |  |
| Ingari 55’ Catellani 75’ (rig.) Martinetti 78’ | Marcatori |  |

| Bellaria Igea Marina 10 febbraio 2008 23ª giornata | Bellaria Igea Marina         | 0 – 0 | Reggiana | Stadio Enrico Nanni\| Arbitro: \| Ferraioli (Nocera Inferiore) \| |
| Arbitro:                                           | Ferraioli (Nocera Inferiore) |       |          |                                                                   |

| Arbitro: | Tidona (Torino) |

|                            |           |  |
| Martinetti 27’ Maschio 90’ | Marcatori |  |

| Arbitro: | Zonno (Bari) |

|              |           |                |
| Fogaroli 40’ | Marcatori | 12’ Martinetti |

| Arbitro: | Sguizzato (Verona) |

|                            |           |  |
| Martinetti 10’ Maschio 18’ | Marcatori |  |

| Arbitro: | Lupo (Matera) |

|  |           |                        |
|  | Marcatori | 14’ Ingari 81’ Ruffini |

| Arbitro: | Marrocco (Pisa) |

|                     |           |                                       |
| Zini 48’ Ingari 53’ | Marcatori | 81’ M. Agostinelli 90+2’ La Grottería |

| Arbitro: | Doveri (Aprilia) |

|                |           |                      |
| Longobardi 41’ | Marcatori | 51’ (rig.) Catellani |

| Arbitro: | Vuoto (Livorno) |

|                   |           |           |
| Ingari 69’ (rig.) | Marcatori | 30’ Zubin |

| Arbitro: | Vivenzi (Brescia) |

|  |           |                |
|  | Marcatori | 25’ Martinetti |

| Arbitro: | Barbeno (Brescia) |

|                                   |           |  |
| Catellani 13’, 68’ Martinetti 51’ | Marcatori |  |

| Arbitro: | Pizzi (Saronno) |

|                   |           |               |
| Micchi 88’ (rig.) | Marcatori | 86’ V. Grieco |

| Arbitro: | Chericoni (Pisa) |

|                |           |                   |
| Martinetti 54’ | Marcatori | 34’, 60’ Mugnaini |

### Coppa Italia di Serie C

#### Girone H
| Arbitro: | Andolfatto (Bassano del Grappa) |

|  |           |           |
|  | Marcatori | 60’ Chadi |

| 22 agosto 2007 2ª giornata |  | – Turno di riposo Reggiana |  |  |

| Arbitro: | Borracci (San Benedetto del Tronto) |

|  |           |                                             |
|  | Marcatori | 43’ Ingari 54’ Catellani 83’ (rig.) Pelatti |

| Arbitro: | Calzolari (Forlì) |

|                                               |           |                        |
| Pelatti 41’ (rig.), 57’ Alessi 60’ Ingari 88’ | Marcatori | 9’ (rig.), 43’ Colussi |

| Arbitro: | Peretti (Verona) |

|               |           |                                           |
| Tagliente 32’ | Marcatori | 43’, 69’ (rig.) Castellani 73’ Migliaccio |

| Arbitro: | Tramontina (Udine) |

|                      |           |                                          |
| Amenta 3’ Rabito 63’ | Marcatori | 36’ Martinetti 79’ Cingolani 86’ Ruffini |

| Arbitro: | Irrati (Pistoia) |

|                 |           |  |
| Ingari 18’, 45’ | Marcatori |  |

| Arbitro: | Chericoni (Pisa) |

|                      |           |                                                  |
| Piraccini 58’ (rig.) | Marcatori | 47’ Berardo 51’, 82’ Ingari 66’ (rig.) Catellani |

| Arbitro: | Bergher (Rovigo) |

|                      |           |                            |
| Catellani 45+1’, 70’ | Marcatori | 62’ Nizzetto 89’ Spagnolli |

| Arbitro: | Di Pilato (Bergamo) |

|  |           |                                      |
|  | Marcatori | 15’ Pelatti 34’ Fiuzzi 36’ Cingolani |

| Arbitro: | Giallanza (Catania) |

|             |           |            |
| Pelatti 17’ | Marcatori | 26’ Cerone |

| Arbitro: | Cafari Panico (Cassino) |

|                    |           |            |
| Catellani 19’, 37’ | Marcatori | 16’ Rondon |

| Arbitro: | D'Alesio (Forlì) |

|                                        |           |  |
| Zubin 17’ Lorenzini 78’ Berrettoni 84’ | Marcatori |  |